# MP 73
Le MP 73 (Métro Pneu appel d'offres 1973) est un matériel roulant sur pneumatiques du métro de Paris. Il équipe la ligne 6. Mis en service en 1974, il est techniquement très proche du MP 59, avec une esthétique de MF 67, et portait à l'origine une toute nouvelle livrée bleu foncé dite bleu roi. Il vient fermer, après le MP 51, le MP 55 et le MP 59, la première génération parisienne du métro sur pneumatiques.
Il s'agit du seul type de matériel roulant du métro parisien dont l'ensemble des rames du marché ont été mises en service en l'espace d'une année seulement.

## Histoire
Après l'équipement de la ligne 4 en matériel sur pneumatiques, la régie considère la conversion des lignes fer sur pneumatiques comme trop longue et coûteuse pour être généralisée dans un délai compatible avec le remplacement des matériels roulants les plus anciens. Elle met alors au point un matériel sur fer moderne, le MF 67, afin de rapidement remplacer les anciennes rames Sprague-Thomson. Toutefois, la ligne 6 du métro ayant un parcours aérien sur près de la moitié de sa longueur, c'est malgré tout un matériel sur pneumatiques qui est choisi, afin de limiter bruit et vibrations à l'égard des riverains.
Ce nouveau matériel, nommé MP 73, possède un aspect différent des autres séries de matériel sur pneus, avec des faces anguleuses similaires au MF 67, et une nouvelle livrée bleu roi (bleu moyen soutenu) en bas de caisse, et gris clair en haut afin de mieux résister au passage à la machine à laver et surtout aux contraintes d'une exploitation en bonne partie extérieure. L'intérieur est uniformément gris très clair. Les rames comptent cinq voitures dont deux motrices dotées chacune d'une loge de conduite et encadrant une motrice sans loge, une remorque de première classe et une de seconde classe. Les bogies sont dotés de pneumatiques striés en « ZZ », afin d'améliorer l'adhérence sur les tronçons aériens par temps de pluie.
Les cinquante rames MP 73, construites en 1973 en un temps record et stockées au fur et à mesure de leur livraison dans différents ateliers du réseau, ont été mises en service entre le 1er et le 31 juillet 1974. Elles sont particulièrement appréciées des riverains pour leur bruit bien plus faible que les anciennes rames sur fer qu'elles remplacent : selon les mesures réalisées sur les viaducs lors de la mise en service, à vitesse égale et à hauteur du premier étage des immeubles, le MP 73 atteint 67,5 dB(A) contre 80 dB(A) pour les rames Sprague-Thomson. À l'intérieur des voitures, le bruit mesuré diminue également fortement, de 82 à 64 dB(A).
Les rames circulent en pilotage automatique à compter du 10 février 1975[réf. nécessaire]. Jusqu'en 1975, elles côtoient sur la ligne 6 les quelques rames Sprague-Thomson restantes. Quelques rames sont immédiatement mutées en renforcement sur la ligne 11, avec des compositions homogènes avec les autres rames de la ligne (c'est-à-dire en composition renforcée à 4 voitures sur la ligne 11). Sur la ligne 4, elles côtoient les rames MP 59 jusqu'en 1999[source insuffisante] et sur la ligne 11 les rames MP 55 de 1976 à 1978[source insuffisante].
À l'origine, les portes séparant la loge du compartiment voyageurs ainsi que celles d'intercommunication entre les voitures étaient pleines. Un vitrage fut mis en place sur ces portes par la suite. Ce matériel fut la star secondaire du film Peur sur la ville où Jean-Paul Belmondo monta sur la toiture,.
En 1991, la première classe disparaît du métro parisien, sans incidence sur la numérotation des remorques, A ou B.
À partir de 1996, la RATP entreprit la rénovation des rames MP 73, dont la première traitée comme prototype fut la 6529 (M.3557-B.7029-A.6529-N.4529-M.3558), sortie en juillet. Cette rénovation porte sur une nouvelle face avant noire comme les MP 59 rénovés et les MF 67 des lignes 3, 3 bis et 9, sur le remplacement des sièges en cuir par des sièges anti-lacération et de nouvelles couleurs intérieures à dominante verte. L'éclairage fluorescent fut également amélioré. La rénovation de la série entière débuta en septembre 1998 après des essais avec le prototype de rénovation. Elle fut entreprise conjointement par les ateliers RATP de Fontenay-sous-Bois et de Boissy-Saint-Léger ainsi que par ceux de la société Cannes La Bocca Industries. La première rame rénovée de série fut remise en ligne en avril 1999. Le programme de rénovation s'acheva en 2002.
Depuis fin 2017, la sellerie des MP 73 est renouvelée à l'identique. À cette occasion, les vantaux de portes reçoivent un pelliculage gris clair sur leur face intérieure, perdant alors leur aspect chrome, comme cela se fait progressivement sur divers matériels du réseau[réf. nécessaire].
Le retrait des MP 73 a débuté en janvier 2023 depuis la mise en service du MP 89 CC provenant de la ligne 4 du métro de Paris, ramené à cinq caisses. Leurs sièges en bon état sont récupérés afin d'être réutilisés dans les MF 67 de la ligne 12, pour y remplacer les assises les plus usées.
Un seul et unique MP 73, le 6544, avait été de nouveau affecté à la ligne 11 depuis 2009. Il a été radié en juillet 2022.

## Galerie

MP 73 en livrée d'origine.
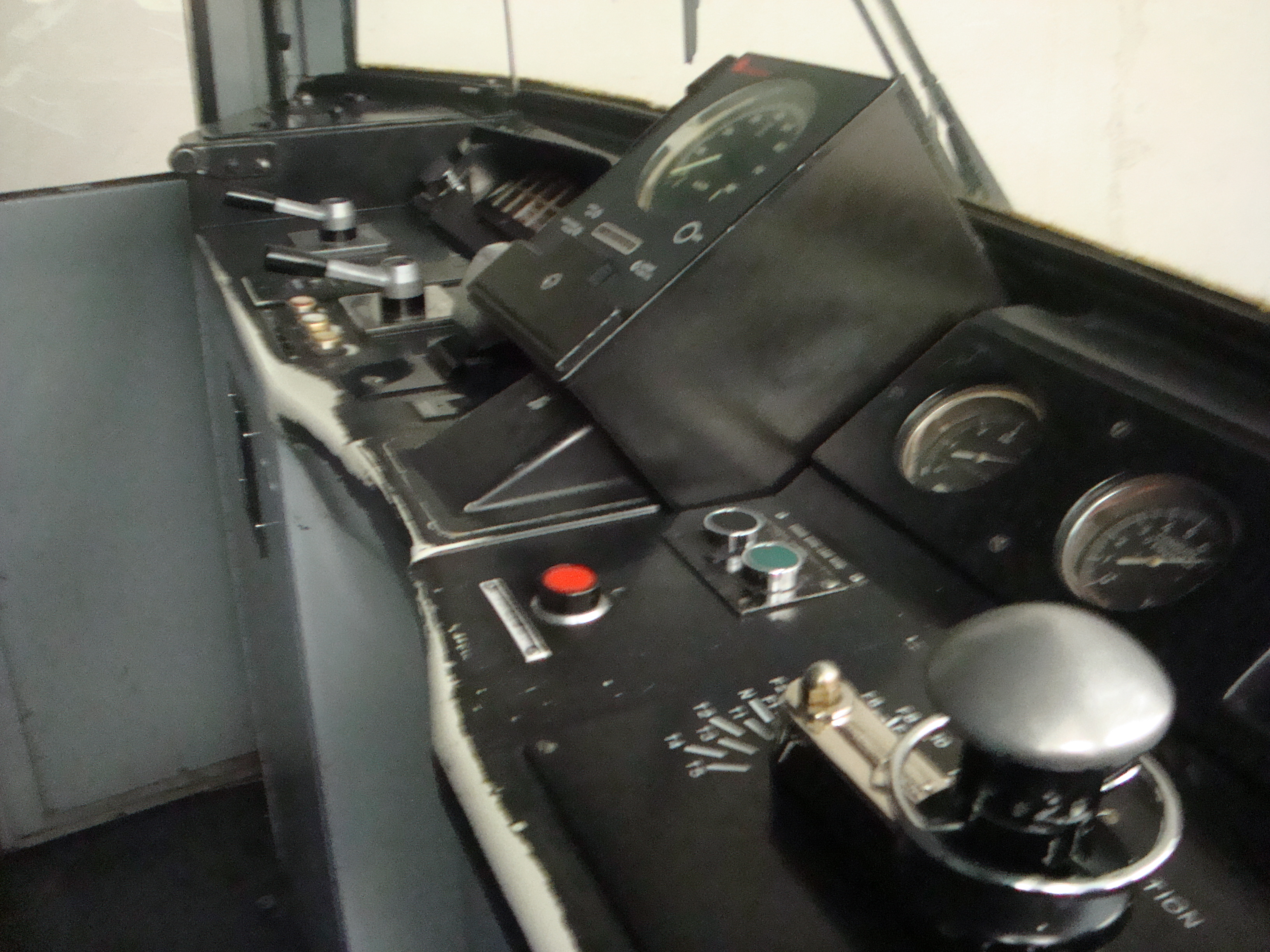
Poste de conduite.
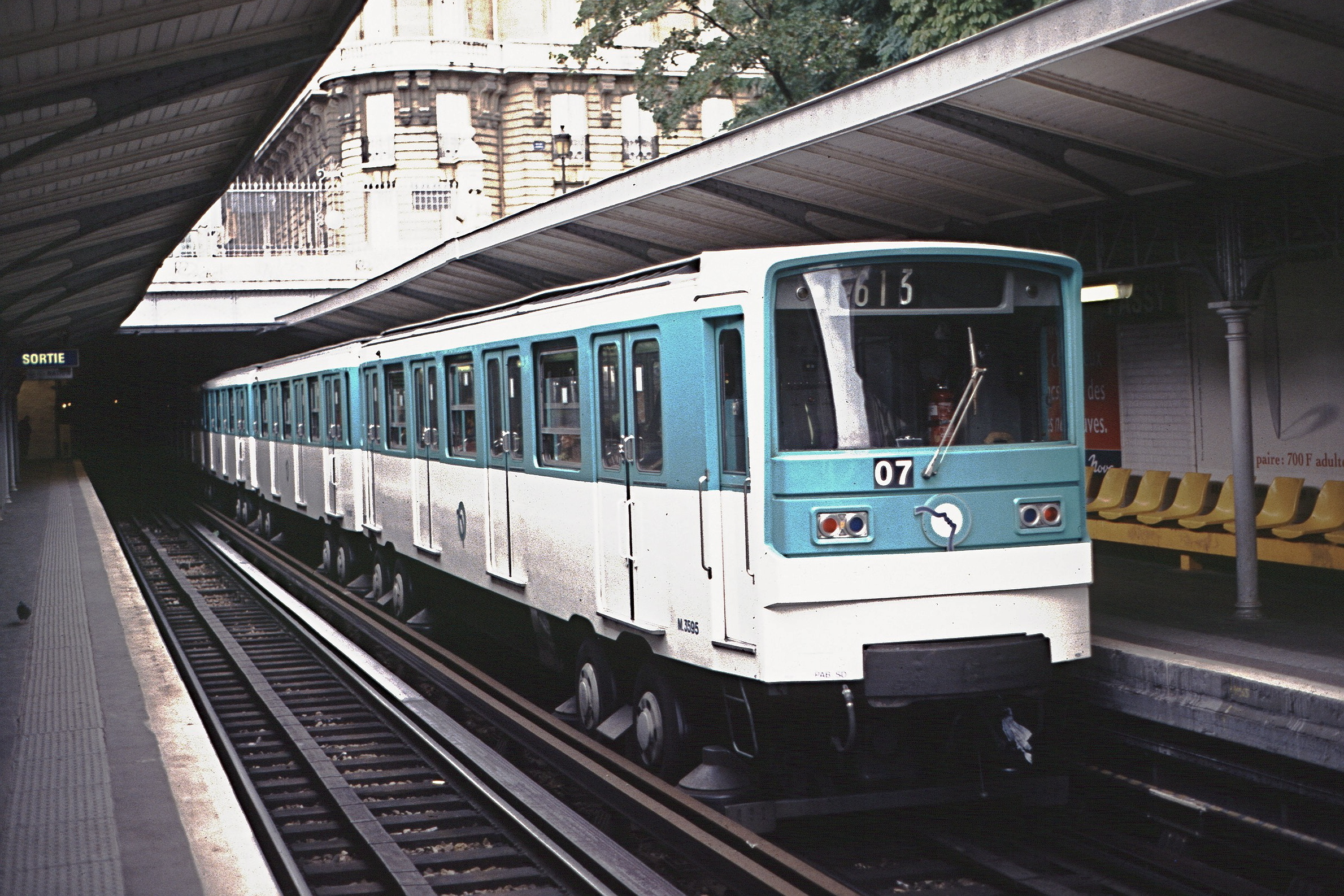
Une rame en 1994, avant sa rénovation.
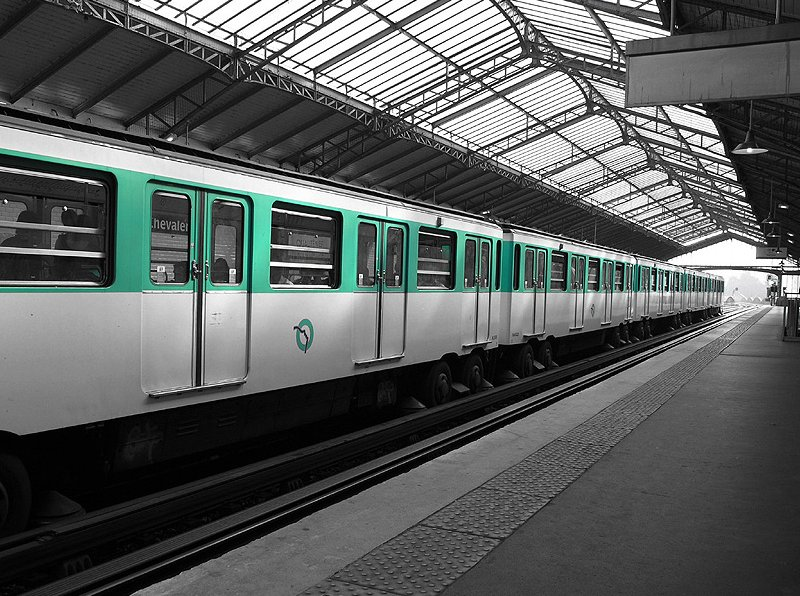
Rame sur la ligne 6 à la station Chevaleret.
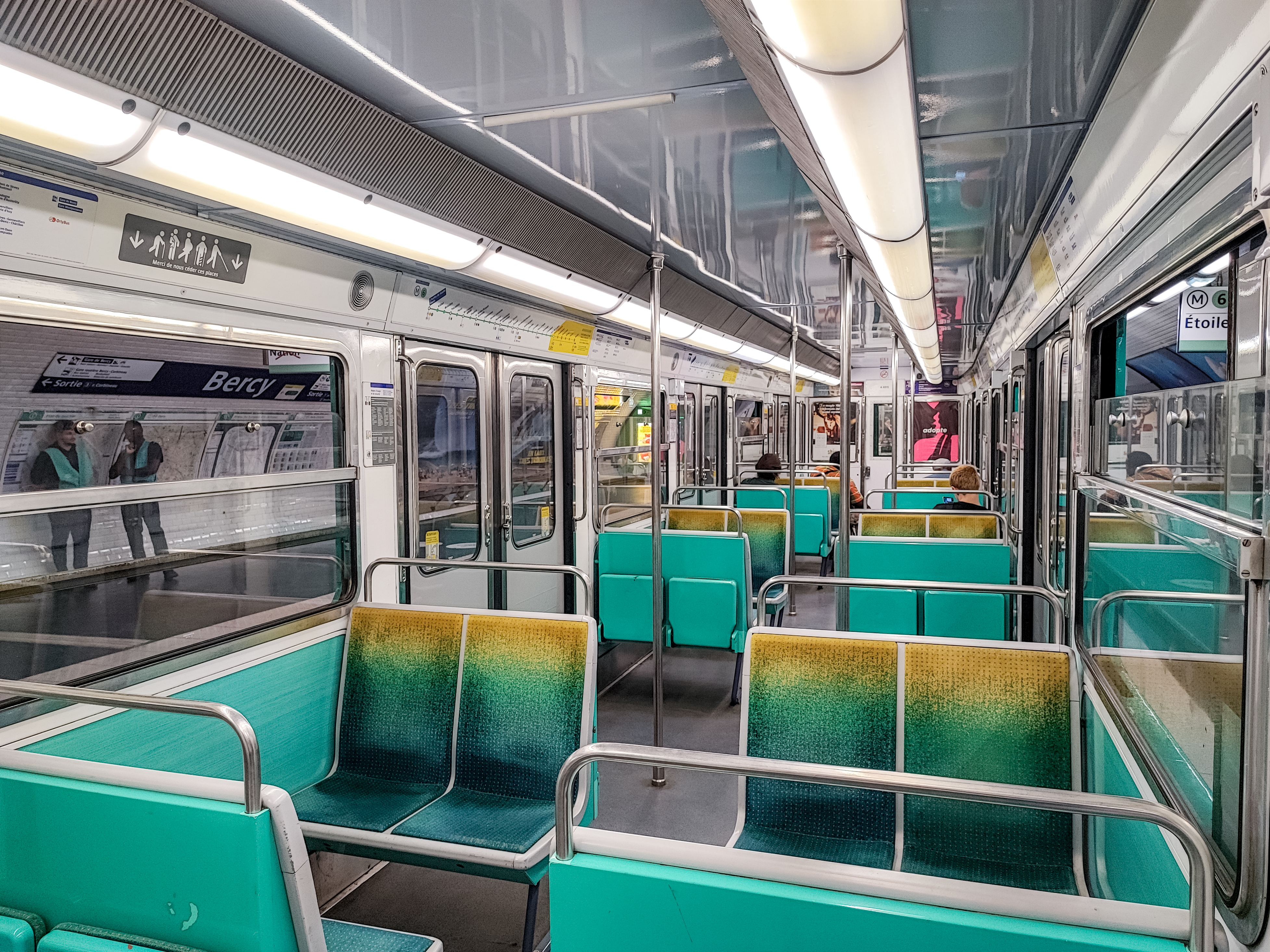
Intérieur d'une voiture.

## Utilisation
Actuellement, 14 rames MP 73 sont affectées à la ligne 6. Elles sont constituées chacune de cinq caisses placées de la façon suivante :
- 1 motrice d'extrémité M ;
- 1 motrice sans loge de conduite N ;
- 1 remorque anciennement de 1re classe A ;
- 1 remorque anciennement de 2e classe B ;
- 1 motrice d'extrémité M.

La rame 6544, mutée sur la ligne 11 en 2009, avec réduction de sa composition à quatre voitures par retrait de la remorque B, fut radiée en juillet 2022.

## Numérotation
Les caisses des MP 73 sont numérotées de la façon suivante :
- M.3501 à 3602 pour les motrices d'extrémité, qui ont été construites en 102 exemplaires, les M.3601 et 3602 étant de réserve à l'origine ;
- N.4501 à 4550 pour les motrices sans loge ;
- A.6501 à 6550 pour les remorques anciennement de 1re classe ;
- B.7001 à 7050 pour les remorques anciennement de 2e classe.

C'est le numéro de la remorque A qui est utilisé pour désigner une rame entière (numéro présent à deux emplacements, sur les deux faces frontales d'une rame). Les rames des MP 73 sont donc numérotées de 6501 à 6550, quels que soient les numéros des autres caisses.

## Parc

Schéma d'une rame sur pneumatiques MP 73.

Des 50 MP 73 produits, seuls 14 sont encore en ligne. De 1986 jusqu'à la réforme du dernier MP 55 en janvier 1999, sept MP 73 ont circulé en formation à quatre caisses, parmi lesquels le MP 86 (voir plus bas). Ils ont par la suite été renvoyés sur la ligne 6 où ils ont été remis en formation à cinq caisses. Ils étaient composés comme suit :
- M.3504-N.4502-A.6502-M.3503 ;
- M.3512-N.4506-A.6506-M.3511 ;
- M.3592-N.4546-A.6546-M.3591 ;
- M.3514-N.4507-A.6548-M.3513 ;
- M.3510-N.4505-A.6549-M.3509 ;
- M.3600-B.7050-B.7006-M.3599 (désignée 7006, pour la différencier de la rame 6506, numérotée 06) ;
- M.3508-N.4504-B.7049-M.3507 (désignée 7049, pour la différencier de la rame 6549, numérotée 49).

La remorque A.6550 a été réformée à la suite d'un déraillement sur l'aiguille du raccordement entre les lignes 11 et 3.
Des éléments provenant d'autres MP 73 ont été mélangés avec des éléments de MP 59. Ainsi, deux rames hybrides, numérotées 001 et 002, ont circulé pendant quelques années sur la ligne 4. Elles étaient composés de trois remorques B., dont deux provenaient de rames affectées à la ligne 11 (B.7002 et B.7004). Elles n'existent plus depuis la réforme des éléments MP 59, et les trois remorques MP 73 qui entraient dans leur composition ont été renvoyées dans leurs rames originelles. Depuis, les B.7002 et B.7004 sont également radiées :
- M.3231-N.4213-A.6001-B.7004-N.4214-M.3232 ;
- M.3191-N.4173-B.7002-B.7047-N.4174-M.3192.

Trois MP 73 ont vu certains de leurs éléments subir des accidents dans les années 1990 et 2000. De ce fait, ces trois rames ont été radiées et leurs caisses encore en état de marche ont été placées sur d'autres rames, en remplacement sur ces rames de leurs moins « bonnes » voitures, réformées à leur tour. Des éléments de la rame 6550 ont, entre autres, servi au prototype de la rame MP 86 du métro de Marseille. La M.3584 était au fort de la Briche, aux confins de Saint-Denis et d'Épinay-sur-Seine mais a depuis été sauvegardée par un particulier. Les N.4504 et B.7044 sont stationnées dans les boucles de Place d'Italie.
La M.3602, après avoir été une motrice de réserve et avoir servi de prototype pour le métro de Lyon, fut réformée.
Ces compositions sont régulièrement modifiées pour faciliter l'entretien des différentes voitures.

## Retrait
En 2016, le STIF décide que la ligne 6 recevra le MP 89 CC issu de la ligne 4, chassé par l'automatisation de cette ligne. Le MP 89 CC y sera déployé progressivement entre 2018 et 2023. Les 47 rames (sur 52) doivent passer par une rénovation à mi-vie, ainsi que par une adaptation pour raccourcir les rames de six à cinq voitures (par retrait d'une voiture), car la longueur des quais de la ligne 6 ne permet pas d'accueillir des rames de six voitures. Les rames MP 73, quant à elles arrivées en fin de vie, seront réformées.

## Caractéristiques

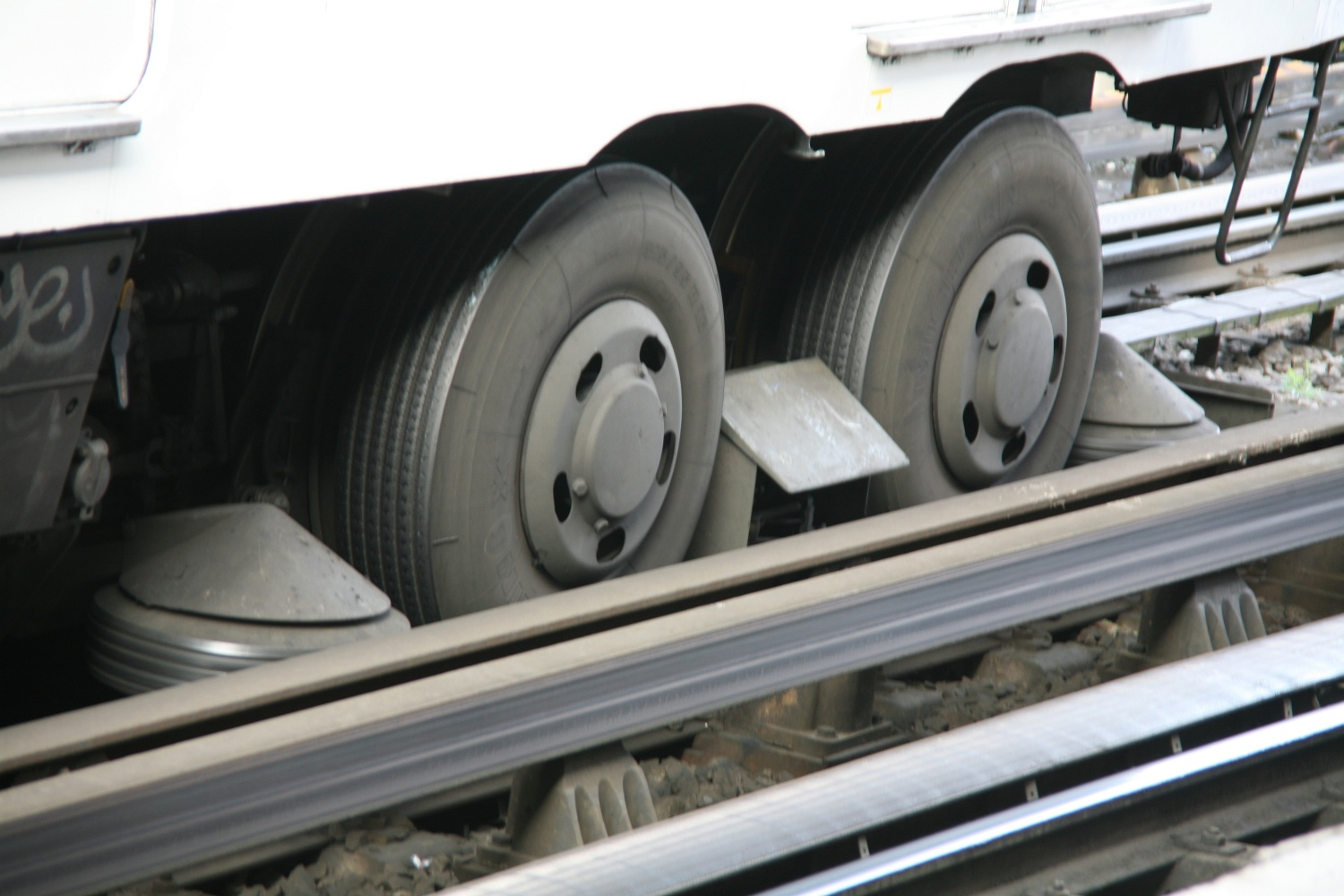
Vue d'un bogie, avec ses pneus striés.

Les MP 73 sont limités à 70 km/h. Chaque motrice est équipée de quatre moteurs de 145 CV (110 kW) fonctionnant sous 750 volts, contrôlés par un arbre à cames JH commandé par un servomoteur alimenté en basse tension de 72 V, avec trente crans de marche. La basse tension de 72 V, utilisée également pour l'éclairage, est fournie par un convertisseur tournant. Le freinage, entièrement pneumatique, compte onze crans au manipulateur ; il est contrôlé par une électrovalve.
Ces rames ont des pneus striés, des caisses allégées, une nouvelle esthétique de la face avant et des sièges plus confortables. Elles sont équipées des mêmes moteurs (TYPE MP4) que le MP 68 du métro de Mexico.

## Autres versions

### MP 86
Le MP 86 fut un MP 73 de test avec des moteurs et des suspensions du MPM 76 du métro de Marseille qui a roulé sur la ligne 11 du métro de Paris au moins jusqu'en 1999, en composition M-R-R-M.
La composition du MP 86, est ainsi connue et se présente sous la forme M-B-B-M, soit deux motrices avec loge (M) et deux remorques de type (B). Une des deux remorques comporte les équipements de pilotage automatique, habituellement situés sur une motrice ou une remorque de 1re classe sans loge. Sa composition était la suivante : M n° 3599 et 3600, B n° 7006 et 7050. Une photo du prototype MP 86 est visible dans l'ouvrage Le métro de Paris, de Gaston Jacobs (page 107), où la rame sur la droite du MP 55 no 5513 est la rame no 7006, portant le numéro d'une des remorques. Cette rame a été radiée, mais la voiture B.7006 subsiste et circule incorporée à la rame no 6506.

### NS 74 et MP-82

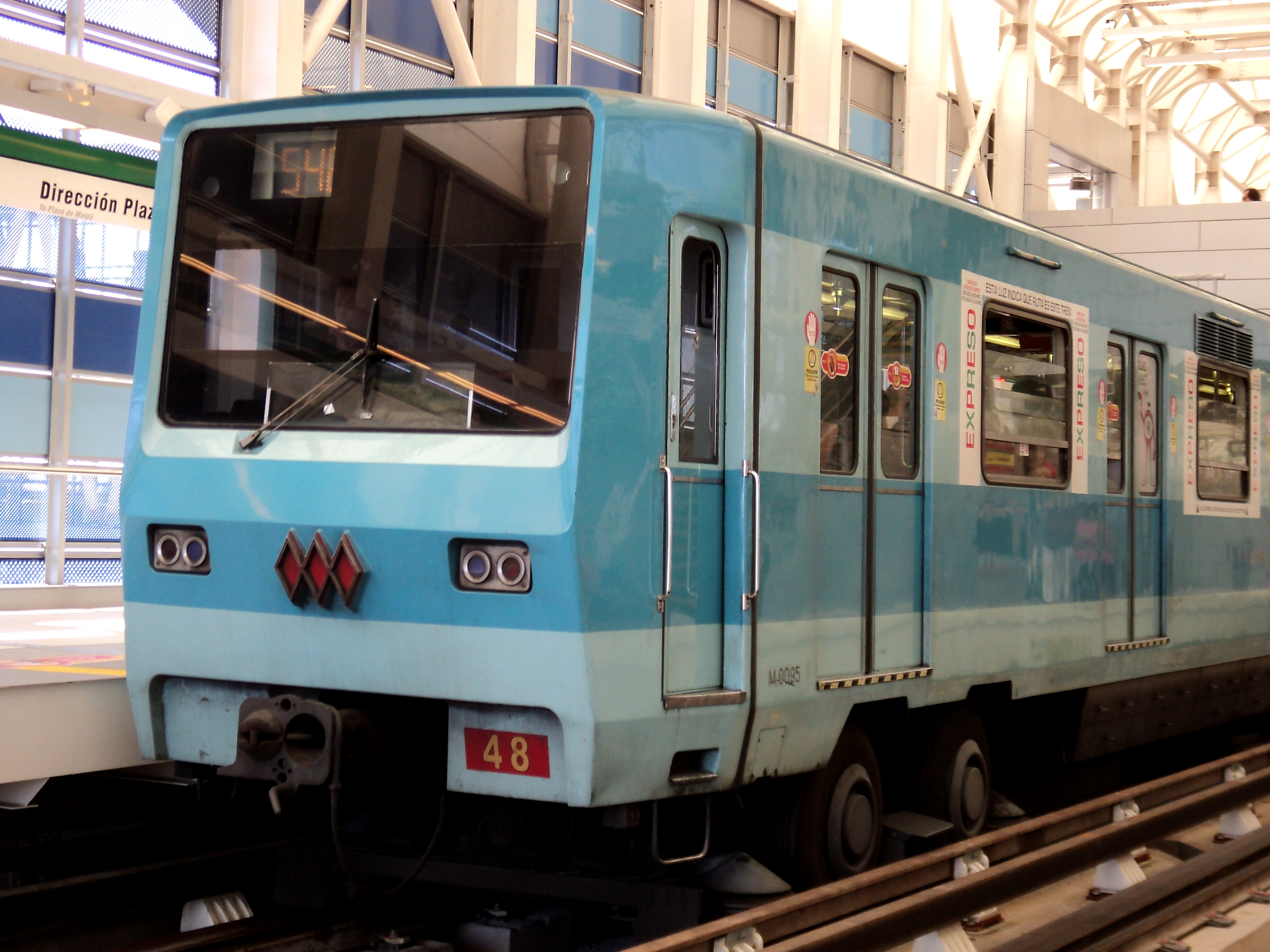
Une rame NS 74 du métro de Santiago.

Deux versions dérivées de ce matériel existent. L'une pour le métro de Santiago, dénommée NS 74 ; et l'autre pour le métro de Mexico, dénommée MP-82.